# Ryszard Wójcik (samorządowiec)
Ryszard Wójcik (ur. 10 sierpnia 1948 w Kłodzku) – polski samorządowiec, burmistrz Kłodzka w latach 1991–1994.

## Życiorys
Urodził się w 1948 w Kłodzku, gdzie po zakończeniu II wojny światowej przenieśli się jego rodzice. Ukończył tutaj szkołę podstawową, a następnie Liceum Ogólnokształcące im. Bolesława Chrobrego. Studiował na Akademii Rolniczej we Wrocławiu.
25 kwietnia 1991 po odwołaniu Wojciecha Matuszewskiego został wybrany przez Radę Miejską w Kłodzku na stanowisko burmistrza. W chwili objęcia tego urzędu Kłodzko znajdowało się w kryzysie gospodarczym, wynikającym m.in. z likwidacji wielu zakładów pracy na terenie miasta, co spowodowało gwałtowny wzrost bezrobocia i zubożenie jego mieszkańców. W czasie jego rządów udało się wyprowadzić miasto z długów oraz ograniczyć przyrost bezrobocia. Poza tym kontynuowano odbudowę północnej pierzei rynku. Największą inwestycją była jednak budowa Hali Targowej „Merkury” na osiedlu im. Kruczkowskiego Negocjował także z Ministerstwem Obrony Narodowej przejęcie części terenów należących do wojska we wschodniej części miasta pod budowę obwodnicy.
Funkcję burmistrza Kłodzka sprawował do końca kadencji w 1994. W tym samym roku ubiegał się ponownie o urząd burmistrza miasta, wycofując się z walki o tę funkcję w trzeciej turze głosowania Rady Miejskiej.
W latach 1998–2002 był radnym Rady Miejskiej z listy stowarzyszenia „Nasze Kłodzko”. W 2006 ponownie został do niej wybrany z ramienia Prawa i Sprawiedliwości. W styczniu 2008 został powołany na stanowisko wiceburmistrza miasta, tym samym rezygnując z mandatu radnego. Urząd ten piastował do swojego przejścia na emeryturę w listopadzie 2008. W 2010 uzyskał mandat radnego Rady Miejskiej.
W 2014 uzyskał reelekcję i został wybrany na wiceprzewodniczącego rady miejskiej. W 2018 bez powodzenia ubiegał się o mandat radnego na kolejną kadencję startując z list KW Tomasza Karolczaka.
Żonaty, ma córkę i wnuczkę.